# Równanie
Równanie – forma zdaniowa postaci {\displaystyle t_{1}=t_{2},} gdzie {\displaystyle t_{1},t_{2}} są termami i przynajmniej jeden z nich zawiera pewną zmienną. Równanie jest więc formułą atomową z co najmniej jedną zmienną wolną. Term po lewej stronie znaku równości nazywa się lewą stroną równania, a term po prawej – prawą stroną równania. Szczególnym przypadkiem równania jest forma, w której jeden z termów jest stałą np. {\displaystyle 0,} czyli gdy jest postaci {\displaystyle t_{1}=0.}
Zmienne równania oznacza się zwykle symbolami literowymi i nazywa niewiadomymi.

## Dziedzina i rozwiązania równania
Zbiór wszystkich wartości, które po podstawieniu pod niewiadome czynią z formuły zdanie logiczne, nazywa się dziedziną równania.
Dany ciąg wartości spełnia równanie, jeżeli po podstawieniu ich w miejsce niewiadomych otrzymamy zdanie logiczne prawdziwe. Ciąg tych wartości nazywa się rozwiązaniem równania.
Rozwiązywaniem równania nazywa się proces wyznaczania wszystkich jego rozwiązań. Równanie, które nie ma rozwiązań, nazywa się sprzecznym, jeżeli ma ono skończoną lub przeliczalną liczbę rozwiązań, to nazywa się je oznaczonym, jeżeli ma ich nieprzeliczalną liczbę, to jest nazywane nieoznaczonym. Równanie, w którym dowolna wartość z dziedziny jest jego rozwiązaniem, nazywa się równaniem tożsamościowym lub tożsamością.
Przypadkami szczególnymi równań są równania postaci {\displaystyle f(x)=0,} gdzie {\displaystyle f} jest dowolną funkcją. Wówczas pierwiastki tego równania z definicji są miejscami zerowymi tej funkcji. Jeżeli {\displaystyle f} jest wielomianem, to twierdzenie Bézouta mówi, iż pierwiastek wielomianu jest zarazem miejscem zerowym, czyli rozwiązaniem odpowiedniego równania algebraicznego.

## Przykłady
- {\displaystyle x=x+1}

równanie sprzeczne – nigdy nie jest spełnione.
- {\displaystyle 1-\sin ^{2}x=\cos ^{2}x}

równanie tożsamościowe.
- {\displaystyle \sin x=1}   dla   {\displaystyle x\in \mathbb {R} }

równanie oznaczone o nieskończonej, ale przeliczalnej liczbie rozwiązań.
- {\displaystyle \mathbf {1} _{\mathbb {Q} }(x)=0}   dla   {\displaystyle x\in \mathbb {R} }   gdzie   {\displaystyle \mathbf {1} _{\mathbb {Q} }(x)}   jest funkcją Dirichleta

równanie nieoznaczone.
- {\displaystyle a={\frac {2a+5}{a^{2}}}}   dla {\displaystyle a\in \mathbb {R} }
- {\displaystyle x+y=3}

równanie z dwiema niewiadomymi. Równanie to jest spełnione przez nieskończenie wiele par liczb, czyli ma nieskończenie wiele rozwiązań. Każde rozwiązanie dane jest regułą: {\displaystyle x} dowolne, {\displaystyle y=3-x.} Biorąc za {\displaystyle x} dowolne liczby rzeczywiste i wyliczając {\displaystyle y} z podanego wzoru, można otrzymać każde rozwiązanie badanego równania. Dla {\displaystyle x=2} otrzymujemy {\displaystyle y=1;} dla {\displaystyle x=-1} mamy {\displaystyle y=4} itd. Liczba rozwiązań równania jest nieprzeliczalna więc równanie jest nieoznaczone.
Poniższe wyrażenia nie zawierają niewiadomych, są więc jedynie równościami: 
- {\displaystyle 2+3=5}

równość prawdziwa, tożsamościowa.
- {\displaystyle 2+3=6}

równość nieprawdziwa, sprzeczna.

## Rodzaje
- Równanie algebraiczne – każde równanie postaci {\displaystyle P(x)=0,} gdzie {\displaystyle P} jest wielomianem. W szczególności gdy {\displaystyle P} jest stopnia drugiego jest to równanie kwadratowe, a gdy {\displaystyle P} jest stopnia pierwszego jest to równanie liniowe.
- Równanie diofantyczne – równanie, którego rozwiązania szuka się w zbiorze liczb całkowitych lub naturalnych.
- Równanie funkcyjne, np. równanie różniczkowe lub równanie całkowe.

## Metody rozwiązywania
Przed rozwiązanie jakiegokolwiek równania należy je uporządkować, tzn. „ustawić” zmienne w porządku malejącym, czyli według malejącej potęgi. Ważne, aby w przypadku układów równań zachowywać kolejność zmiennych. Ułatwia to późniejsze rozwiązywanie. Na samym początku należy zastanowić się, czy dane równanie da się w jakiś sposób uprościć (Metoda równań równoważnych, np. zwinąć wzór, wyłączyć wspólny czynnik przed nawias, pogrupować wyrazy). Warto na to poświęcić kilka chwil, gdyż może to oszczędzić konieczności żmudnego liczenia. Następnym etapem jest wybór sposobu rozwiązania. Co do samych sposobów rozwiązywania to, jeżeli nie udało się uprościć równania, trzeba się zdać na wzory i twierdzenia lub rozwiązać równanie geometrycznie, rysując odpowiednie wykresy. Przy tej okazji należy badać dziedzinę równania, aby przy ostatecznym rozwiązaniu uniknąć wyników nie należących do zbioru argumentów. Można to zrobić na dwa sposoby:
- wypisywanie założeń przy każdym przekształceniu (np. podnoszenie do kwadratu, dzielenie przez zmienną),
- sprawdzenie wszystkich otrzymanych wyników przez podstawienie (tzw. Metoda analizy starożytnych).

Jest kilka metod rozwiązywania układów równań. Można stosować tylko jedną albo wszystkie naraz – panuje tu pełna dowolność. Sposoby rozwiązywania układów równań:
- przez podstawianie (trzeba z jednego równania wyznaczyć jedną zmienną, wstawić ją do drugiego równania i ewentualnie powtarzać te operacje, aż do otrzymania jednego równania z jedną niewiadomą),
- przeciwnych współczynników (ustalanie współczynników tak, aby po dodaniu stronami niektóre zmienne się skróciły),
- wzory Cramera,
- metoda Gaussa.